# Andy Dick
Andrew Roane Dick, nome artístico de Andrew Thomlinson (Charleston, 21 de dezembro de 1965), é um comediante de stand-up, ator, músico e produtor de televisão e cinema americano, conhecido por seu comportamento excêntrico, mas também pelas polêmicas envolvendo sua dependência de drogas, álcool, além de acusações e prisões por má conduta sexual.

## Vida pessoal

### Família
Dick foi casado com Ivone Kowalczyk de 1986 a 1990, com quem ele tem um filho, Lucas (nascido em 1988). Ele também tem um filho e uma filha com Lena Sved.
Em uma entrevista de 2006 ao The Washington Post, ele disse que é bissexual.

### Abuso de drogas e álcool
Dick afirma que lutou contra o abuso de drogas e álcool ao longo dos anos e entrou em programas de reabilitação 20 vezes, em um esforço para se manter sóbrio. Ele é um defensor da vida sóbria.

## Polêmicas e prisões
Em 1999, Dick foi interrogado no caso do suicídio do ator David Strickland e identificou seu corpo. No  sábado, 20 de março, os dois voaram de Los Angeles para Las Vegas e passaram três dias festejando em casas noturnas. Strickland se enforcou com um lençol sobre a viga do teto e morreu durante as horas da manhã de 22 de março de 1999. Ele tinha 29 anos.
Em 15 de maio de 1999, Dick dirigiu seu carro em direção a um poste em Hollywood. Ele foi acusado de posse de cocaína, maconha e apetrechos para drogas, dirigindo sob a influência de álcool e drogas e dirigindo em alta velocidade. Mais tarde, ele se declarou culpado pelo crime de posse de cocaína e duas outras acusações de contravenção: posse de maconha e posse de um "dispositivo de fumar". Depois que Dick completou um programa de desvio de drogas por 18 meses, um juiz rejeitou as acusações de delito e contravenção contra drogas.
Em 4 de dezembro de 2004, Dick foi preso por exposição indecente depois de expor suas nádegas em um McDonald's local.
Em 2005, Dick abaixou as calças e expôs seus órgãos genitais ao público no clube de comédia de Yuk Yuk em Edmonton, Alberta. Ele foi levado do palco e a segunda noite foi cancelada.
Em 16 de julho de 2008, Dick foi preso em Murrieta, Califórnia, por suspeita de porte de drogas e agressão sexual. Ele expôs os seios de uma menina de 17 anos, tendo supostamente pegado e puxado a blusa e o sutiã dela. Durante as buscas, a polícia relatou ter encontrado uma pequena quantidade de maconha e um comprimido de alprazolam (Xanax) (para o qual Dick não tinha receita médica) no bolso da calça da frente. Ele foi libertado da prisão após pagar fiança de US$ 5.000. Dick acabou se declarando culpado por contravenção de porte de maconha. Ele foi condenado a três anos de liberdade condicional, teve que pagar cerca de US$ 700 em multas e recebeu ordem de usar uma pulseira de monitoramento de álcool por um ano.
Em 23 de janeiro de 2010, Dick foi preso por volta das 4 horas da manhã em um bar em Huntington, Virgínia Ocidental, por acusações de abuso sexual depois de apalpar um barman e um consumidor. Ele foi libertado da prisão após se declarar inocente e pagar uma fiança de US$ 60.000. Em 29 de junho de 2011, Dick foi, formalmente, indiciado por um grande júri do condado de Cabell por duas acusações de abuso sexual de primeiro grau. Dick se declarou inocente durante uma acusação formal no Tribunal do Condado de Cabell em Huntington em 29 de julho de 2011. Depois de receber a alegação de não culpado, o juiz Paul Ferrell fixou a data do julgamento para 17 de janeiro de 2012. Após vários atrasos, em 21 de maio de 2012, Dick recebeu um desvio de seis meses antes do julgamento. Um promotor assistente disse que o acordo afirmava que, se Dick ficasse sem problemas legais por seis meses, as acusações criminais seriam descartadas. Em janeiro de 2012, as duas supostas vítimas entraram com uma ação civil contra Dick por danos não especificados.
Em junho de 2018, ele foi acusado de contravenção sexual por, supostamente, ter apalpando uma mulher em abril daquele ano.

### Outras polêmicas
Em agosto de 2006, Dick participou do Comedy Central Roast of William Shatner. Ele lambeu os rostos de Farrah Fawcett, Carrie Fisher e Patton Oswalt.
Em dezembro de 2006, Dick incomodou a platéia no The Improv, em Los Angeles, gritando "Vocês são todos um bando de negros!" após um set improvisado com o comediante Ian Bagg. Essa foi uma referência direta a mesma coisa dita por Michael Richards para dois vigaristas em seu show duas semanas antes. Mais tarde, ele pediu desculpas por meio de um comunicado.
Em fevereiro de 2007, Dick foi retirado à força do palco do Jimmy Kimmel Live!, depois de tocar repetidamente no convidado Ivanka Trump.
Em janeiro de 2011, Dick foi expulso do AVN Awards, uma cerimônia de premiação de filmes pornográficos, depois de repetidamente tatear e perseguir a atriz adulta Tera Patrick e a drag queen Chi Chi LaRue.
Em abril de 2011, Dick estava em uma festa ligada ao Newport Beach Film Festival. Ele parecia intoxicado, se expôs, urinou em um pano de fundo e depois o destruiu puxando-o para baixo. Os organizadores alegaram que isso causou milhares de dólares em danos e consideraram processar Dick por causa do incidente.
Em agosto de 2011, Dick foi convidado no programa de rádio de Greg Fitzsimmons e fez declarações antissemitas sobre Howard Stern. Dick disse que Stern era um "judeu que apanha dinheiro" e o chamou repetidamente de "judeu de nariz de gancho". Mais tarde, Dick afirmou que havia escrito uma carta de desculpas a Stern.

### Briga com Jon Lovitz
Em 10 de julho de 2007, Dick e Jon Lovitz, ex- ator do NewsRadio, entraram em um confronto físico na Laugh Factory em Los Angeles. Os dois tinham um histórico de vários desentendimentos anteriores sobre a morte do amigo em comum, Phil Hartman. Segundo Lovitz, Dick havia dado cocaína à esposa de Hartman, Brynn, em uma festa de Natal na casa de Hartman em 1997; Brynn, uma viciada em recuperação, voltou a usar drogas, culminando em matar Hartman e ela mesma em 28 de maio de 1998. Quando Lovitz se juntou ao elenco do NewsRadio como substituto de Hartman, ele e Dick entraram em uma discussão na qual Lovitz teria dito: "Em primeiro lugar, eu não estaria aqui se você não tivesse dado cocaína a Brynn!". Mais tarde, Lovitz pediu desculpas a Dick pelo comentário.
No início de 2007, Dick se aproximou de Lovitz em um restaurante e disse: "Coloquei o azarado de Phil Hartman em você - você é o próximo a morrer". Na Laugh Factory, Lovitz exigiu desculpas de Dick, que recusou e acusou Lovitz de culpá-lo pela morte de Hartman. Lovitz então bateu a cabeça de Dick no bar.